# Perisos (stacja metra)
Perisos (gr: Περισσός) – stacja metra ateńskiego na linii 1 (zielonej), 16,556 km od Pireusu. Została otwarta 14 marca 1956.